# Thérapie de la reconsolidation
La thérapie de la reconsolidation, ou Méthode Brunet, est une modalité psychothérapique créée par le Pr Alain Brunet en 2005. Elle s'applique initialement à la prise en charge des états de stress post-traumatique (ESPT), mais se révèle également utile pour traiter certaines phobies, les troubles de l'adaptation à la suite d'une trahison amoureuse par exemple, ou encore le trouble du deuil prolongé.
Son principe d'action consiste en la réactivation brève d’un souvenir dysphorique sous l'effet d’un "bloqueur de la reconsolidation" tel que le propranolol, un bêta-bloquant génériqué qui traverse la barrière hémato-encéphalique. La thérapie présente la particularité d'être particulièrement brève (6 séances de 25 minutes sur 6 semaines). Elle a notamment été administrée lors d'un essai clinique pragmatique de grande envergure mené auprès des victimes des attentats  du 13 novembre 2015 à Paris et du 14 juillet 2016 à Nice.

## Genèse
L'évènement qui a inspiré la vocation d’Alain Brunet fut une fusillade - la plus importante en milieu scolaire dans l'histoire du Québec - qui eut lieu à l’Université de Montréal en 1989, alors qu'il y était étudiant. "La prise en charge psychologique des rescapés et des autres étudiants présents fut alors chaotique et marquée par l’improvisation. C'est là que je me suis dit qu'on pouvait faire mieux, et que j'ai décidé de consacrer mes efforts professionnels futurs à traiter le psychotrauma", raconte Alain Brunet.
Il put s'appuyer sur des recherches faisant état des mécanismes de consolidation et reconsolidation mnésiques,, et d'autres démontrant l'altération de ces mécanismes lors de la prise de propranolol,. Il co-dirigea une première étude en ce sens et en dirigea plusieurs autres par la suite,,,, qui l'amenèrent à confirmer que sous l'action du propranolol, le versant émotionnel du souvenir devenait malléable, ouvrant une fenêtre thérapeutique originale, efficace et particulièrement efficiente. Le Pr Brunet a ainsi mis au point la thérapie de la reconsolidation en associant une réactivation du souvenir à la prise d’un bloqueur de la reconsolidation.
Il effectue d'abord des demandes pour tester cette proto-thérapie sur l'homme, obtient l'accord d'un comité d'éthique au Canada, et les premiers résultats plus qu'encourageants le confortent à poursuivre ses recherches, jusqu'à obtenir un premier protocole décrit dans un congrès en 2005 puis publié en 2008. À la suite des attentats de Paris en 2015 et de Nice en 2016, il est appelé à former des thérapeutes et à intervenir auprès des victimes avec sa nouvelle thérapie afin d’augmenter la capacité de prise en soin de l’AP-HP vis-à-vis du psychotrauma. Ainsi quelque 350 patients seront recrutés pour la thérapie de la reconsolidation, dans le cadre de l'étude clinique Paris-Mémoire vive (Paris-MEM) en 2017-2018, encouragée par Martin Hirsch, alors directeur de l'AP-HP, et co-dirigée par le professeur de psychiatrie Bruno Millet,. Le taux de rémission des patients souffrant d'ESPT est alors supérieur à 70%, confirmant les résultats de recherches antérieures.

## Indications
La Méthode Brunet s'applique principalement aux ESPT et aux troubles de l'adaptation, dont la pathologie s’appuie sur un souvenir dysphorique. Le protocole originel axe le travail sur un souvenir-pivot à l’origine de la pathologie, et des recherches sont menées quant à l'extension de la thérapie à d'autres configurations neuro-psychiques, comme celles auxquelles donne accès le récit d'anticipation, dans les troubles anxieux, par exemple. Les résultats de ces recherches pourraient mener à une extension du domaine d'application de cette thérapie, et en affermir la pertinence pour le traitement des troubles d’anxiété généralisé et la phobie sociale.

### Contre-indications
Le traitement n'est pas indiqué pour des raisons similaires à la contre-indication concernant les bêtabloquants : les patients souffrant de bradycardie ou d'arythmie, l’asthme, le diabète… Dans le TSPT dit complexe (CIM-11, OMS), la thérapie de la reconsolidation peut être utilisée, mais à titre d’adjuvant dans le cadre d’une intervention multimodale.

## Principe d'action
Une hypothèse est que le souvenir ayant été réactivé chez le patient sous effet du propranolol, donc sans activation de sa composante émotionnelle (et en l'occurrence traumatique), il est ensuite réenregistré dans la mémoire à long terme sans y être associé à cette composante. À chaque séance, ce réenregistrement avec composante émotionnelle négative traumatique ainsi altérée est réitéré, si bien qu'au fil des séances le souvenir s'affaiblit, tandis que se renforce une aptitude à fonctionner normalement chez le patient, qui s'accompagne très fréquemment d'un sentiment général de soulagement croissant au cours du traitement (qui apparaît en général vers la mi-parcours). Si cette hypothèse était exacte, n’importe quel béta-bloquant ferait l’affaire. Or dans une étude de Van Stegeren et Cahill, il semble que le métropolol ne bloque pas la consolidation. Et les molécules qui ne bloquent pas la consolidation, généralement, ne bloquent pas non plus la reconsolidation.

## Positionnement
Loin de prétendre remplacer ou surpasser les thérapies déjà en place (TCC, Antidépresseurs, EMDR...), la thérapie de la reconsolidation mnésique se veut être une thérapie de première intention pour l'ESPT et les troubles de l'adaptation. En effet, le caractère léger, rapide, peu invasif et peu coûteux du protocole justifierait selon son concepteur un recours systématique en cas d'affliction par un tel trouble, ce qui permettrait non seulement de remettre sur pied plus vite et de façon plus pérenne plus de deux tiers des individus atteints, mais aussi de désengorger les services dédiés à la prise en charge de ce type de patientèle, donc de mieux traiter l'ensemble de la population concernée (réduction des délais de prise en charge notamment).
En outre, là où les traitements médicamenteux peuvent altérer les symptômes de l'ESPT mais pas forcément leur(s) cause(s), la Méthode Brunet cible l'origine même du caractère incapacitant du trauma, et ce dans un cadre rendu plus serein et sécurisé par l'action du bêtabloquant que complète l'attitude du thérapeute, ce qui présente l'avantage clinique non-négligeable de minimiser, voire d'éviter in situ l'impact négatif de la réactivation du souvenir, ce qui prévient certains risques comme la dysphorie.